# Torped 63
Torped 63, som är tänkt att ingå i Torpedsystem 63 (TS63), är Försvarets materielverks projekt för tredje generationen av ökad tung torpedkapacitet. Utvecklingen är tänkt att starta år 2027, med produktion 2031 och skarpa tester år 2032.

## Prestanda
En prototypfas har genomförts avseende energisystem och målsökningsfunktion. Resultatet pekar på betydande prestandavinster jämfört med tidigare försök med eldrift. Räckvidden är sannolikt långt över 50 km och med en bedömd hastighet av  upp till 50 knop i kontinuerlig maxfart. Ny teknik och förmågor från lätt torped 47 kommer tillföras.

## Kostnader
FMV bedömer det vara kostnadseffektivare att utveckla en ny tung torped 63 med den nya lätta torpeden 47 som bas, än att fortsätta utvecklingen av den äldre torped 62 från början av 2000-talet.